# Oleg Bozjev
Oleg Felevitsj Bozjev (Russisch: Олег Фелевич Божьев) (Moskou, 25 augustus 1961) is een voormalig langebaanschaatser en marathonschaatser uit de Sovjet-Unie.
Oleg Bozjev werd in 1984 in zijn eerste internationale schaatsjaar wereldkampioen allround. In de drie jaar daarna probeerde hij deze prestatie te evenaren, maar Hein Vergeer (tweemaal) en landgenoot Nikolaj Goeljajev waren beter. In 1986 was hij nog het dichtste bij een tweede allroundtitel, maar een mindere 5000 meter nekte hem en op slechts 0,041 punt van Vergeer miste hij het goud.
Later was Bozjev actief in Nederland als marathonschaatser. In 1991 won hij zelfs de KNSB cup. Na het uiteenvallen van de Sovjet-Unie maakte hij een kortstondige comeback als allrounder tijdens het EK Allround van 1992 in Heerenveen. Dit op verzoek van de Russische schaatsbond die voor Bozjev immers geen reiskosten hoefde te betalen.

## Records

### Persoonlijke records
| Afstand      | Tijd     | Datum            | Baan       |
| ------------ | -------- | ---------------- | ---------- |
| 500 meter    | 36,88    | 28 maart 1985    | Medeo      |
| 1000 meter   | 1.14,31  | 28 maart 1985    | Medeo      |
| 1500 meter   | 1.53,26  | 24 maart 1984    | Medeo      |
| 3000 meter   | 4.03,05  | 19 maart 1987    | Heerenveen |
| 5000 meter   | 6.56,73  | 14 februari 1987 | Heerenveen |
| 10.000 meter | 14.26,11 | 15 februari 1987 | Heerenveen |

### Wereldrecords
| Nr. | Afstand    | Tijd    | Datum         | Baan  |
| --- | ---------- | ------- | ------------- | ----- |
| 1.  | 1500 meter | 1.53,26 | 24 maart 1984 | Medeo |

## Resultaten
| Jaar | EK Allround | Olympische Spelen | Wereldbeker          | WK Allround | WK Sprint |
| ---- | ----------- | ----------------- | -------------------- | ----------- | --------- |
| 1984 | -           | 1500m · 5e 5000m  |                      | Goud        | -         |
| 1985 | Brons       |                   |                      | Zilver      | 5e        |
| 1986 | -           |                   | -                    | Zilver      | -         |
| 1987 | -           |                   | 10e 1500m            | Zilver      | -         |
| 1988 | -           | -                 | 42e 1500m            | 7e          | -         |
| 1989 | -           |                   | 28e 1500m 44e 5k/10k | -           | -         |
| 1990 | -           |                   | -                    | -           | -         |
| 1991 | -           |                   | -                    | -           | -         |
| 1992 | NC22        | -                 | -                    | -           | -         |

### Medaillespiegel
| Kampioenschap     | Goud | Zilver | Brons |
| ----------------- | ---- | ------ | ----- |
| EK Allround       | 0    | 0      | 1     |
| Olympische Spelen | 0    | 0      | 1     |
| Wereldbeker       | 0    | 0      | 0     |
| WK Allround       | 1    | 3      | 0     |
| WK Sprint         | 0    | 0      | 0     |

## Marathonschaatsen
Winnaar KNSB Cup (1x): 1991